# Atlas (A471)
Pour les articles homonymes, voir Atlas.
HS Atlas (A471) est un Navire auxiliaire de type Navire de ravitaillement offshore utilisé par la Marine hellénique. 

## Histoire
Le navire était auparavant un Navire de ravitaillement offshore opérant pour le norvégien Simon Møkster Shipping sous le nom de «Stril Neptun». Il a été vendu à Baltmed Reefer Services, l'armateur grec Panos Laskaridis, en octobre 2019. Peu de temps après sa livraison à Baltmed Reefer Services, il a été donné à la marine hellénique. Le navire a été peint aux couleurs de la marine hellénique et a subi les modifications appropriées. Il a été mis en service dans la marine hellénique en décembre 2019.

## Missions
Parmi les tâches du navire figurent les suivantes :
- Approvisionnement d'autres navires de la marine en carburant et en eau potable.
- C'est le plus grand remorqueur de la marine hellénique avec une traction de borne de 112 tonnes.
- Opération en tant que Navire de sauvetage de sous-marin.